# Sari-Solenzara
Sari-Solenzara (en cors Sari di Portivechju o Sari è Sulinzara) és un municipi francès, situat a la regió de Còrsega, al departament de Còrsega del Sud. L'any 2005 tenia 1.102 habitants.

## Demografia
| 1962 | 1968 | 1975  | 1982  | 1990  | 1999  |
| ---- | ---- | ----- | ----- | ----- | ----- |
| 611  | 915  | 1.141 | 1.399 | 1.178 | 1.102 |

## Administració
| Període   | Identitat      | Partit | Qualitat |  |
| --------- | -------------- | ------ | -------- |  |
| 1994-2001 | Augustin Bassi |        |          |  |
| 2001-     | Jean Toma      | DVD    |          |  |